# چکاوک (فیلم ۱۹۶۴)
«چکاوک» (روسی: Жаворонок) یک فیلم است به کارگردانی Nikita Kurikhin و Leonid Menaker که در سال ۱۹۶۵ منتشر شد.